# Kim Possible - Viaggio nel tempo
Kim Possible: Viaggio nel tempo (Kim Possible: A Sitch in Time) è un film d'animazione per la televisione del 2003 diretto da Steve Loter per Disney Channel. È il primo lungometraggio basato sulla serie animata Kim Possible ed è realizzato con un mix tra animazione classica e computer-generated imagery.
Il film è stato mostrato in anteprima sul canale Disney Channel il 28 novembre 2003, unione di tre episodi della serie animata cui è ispirato.

## Trama

### Prima parte: presente
Dopo l'allenamento della squadra delle ragazze pon-pon, Kim e Ron escono dal liceo, chiacchierando. Ron è emozionato all'inizio del nuovo anno, tuttavia il suo umore cambia nel momento in cui tornando a casa scopre che questa è stata venduta poiché la madre andrà a lavorare in Norvegia e dunque la famiglia traslocherà. Con grande dolore i due amici devono dunque separarsi, promettendo però di tenersi in contatto e continuare a svolgere assieme le loro missioni di difesa globale.
Poco dopo Kim, da sola, sarà costretta a fermare Duff Killigan, Lord Monkey Fist, Drakken e Shego che, unitisi, riescono a batterla e a rubare una statuetta decapitata detta "Tempus Simia".
Venuta a conoscenza della leggenda secondo cui la statua sia dotata di poteri magici una volta riunita alla sua testa, Kim arruola l'amica Monique nella sua squadra in qualità di rimpiazzo di Ron e tenterà di fermare nuovamente gli antagonisti per impedire loro di rubare la testa della statua. Fallito anche questo tentativo viene finalmente raggiunta da Ron, che a seguito di varie vicissitudini è riuscito a trovare un passaggio dalla Norvegia. Insieme i due si dirigono al Tempio della Scimmia, dove la statua viene ricomposta, ancora una volta però arrivano troppo tardi e i quattro antagonisti spariscono in un vortice.
Tornata a casa Kim ha una conversazione telefonica con Ron in cui il ragazzo la esorta a continuare le sue battaglie senza di lui in quanto ora sarebbe solo di peso. Amareggiati i due mettono fine alla collaborazione e, appena chiusa la linea, Kim sfoglia il suo libro di latino e capisce che "Tempus Simia" si traduce "Scimmia del tempo"; comprendendo in tal modo la frase di Drakken.
All'improvviso nella sua stanza compare un'intensa luce e vi si teletrasporta Rufus 3000, una grossa talpa senza pelo parlante e muscolosa, comandante dell'esercito dei Rufus e tremilionesimo discendente di Rufus 1º. Egli spiega a Kim che nel futuro "l'Essere Supremo" ha preso il controllo del mondo con la Scimmia del Tempo, e che solo lei può fermarlo.
Intanto Drakken, nel suo covo, fa tornare sé stesso, Duff Killigan e Monkey Fist bambini, al fine di tornare indietro nel tempo fino al primo giorno di asilo di Kim e piegarne lo spirito.

### Seconda parte: passato
Drakken, Duff e Lord Monkey Fist, tornati bambini, si intrufolano nell'asilo della piccola Kim Possible al suo primo giorno d'asilo ed incominciano a maltrattarla fino al punto di farla piangere; i tre cambiano il passato ed anche Ron, in Norvegia, se ne rende conto poiché, guardando la foto scattata alla classe dell'asilo quella giornata all'improvviso ci vede i tre antagonisti.
Durante la ricreazione i Drakken, Duff e Monkey Fist, continuano le loro azioni di prepotenza sulla piccola Kim, che tuttavia viene soccorsa da Ron, il quale tenta di fare una predica ai tre e come risultato rischia di essere picchiato, Kim per gratitudine lo salva dai tre bulli, dando così inizio alla loro amicizia. Contemporaneamente, fuori dall'asilo, Kim del presente giunge in quell'epoca (grazie a Rufus 3000) per fermare i quattro nemici e trova Shego ad aspettarla; le due combattono dando così il tempo a Drakken Killigan e Fist di fuggire dall'asilo e sparire nuovamente nel vortice temporale assieme all'alleata. Raggiunta nuovamente da Rufus 3000, Kim si abbandona ai ricordi guardando da lontano la se stessa bambina e Ron giocare insieme, successivamente si dirige assieme alla talpa senza pelo nel nuovo punto temporale in cui i suoi nemici intendono attaccarla.
La scena si sposta al periodo in cui Kim era una dodicenne e, grazie a Wade aprì il suo sito internet ed entrò nelle ragazze pon-pon; dopo aver svolto con successo la sua prima missione, la ragazzina viene attaccata dal quartetto di criminali, accompagnati da una gigantesca scimmia di pietra recuperata da Lord Monkey Fist nel X secolo. Fortunatamente la Kim e il Ron del presente si materializzano in quel momento e sconfiggono Drakken, Duff, Monkey Fist e la creatura pietrificata. I tre vengono catturati ma Shego riesce a scappare con la Scimmia del Tempo, dopo aver ricevuto le direttive della sua versione futura.
Rufus 3000 raggiunge Kim e Ron ed in quel momento la ragazza capisce finalmente il suo errore: l'Essere Supremo non è Drakken, ma Shego. L'eroina, stanca di perdere, decide di affrontarla a viso aperto, seguita da Ron e Rufus 3000 sparisce dunque nel vortice del tempo diretta verso il distopico futuro.

### Terza parte: futuro
Kim, Ron e Rufus 3000 giungono nel futuro 2023 in cui Shego è la dittatrice planetaria ed ha sottomesso in modo brutale qualsiasi altro abitante del pianeta. Middleton è stata ribattezzata Shegoton, e qui essi scoprono che tutti devono indossare abiti verdi e neri sullo stile del costume della criminale, che la boutique di moda Club Banana si è trasformata nel Club Shego fornita esclusivamente di capi verdi e neri, e che il fast food Bueno Nacho è stato distrutto per far posto a una statua della tiranna. Traendo ispirazione dalle opere letterarie di George Orwell e Donna Haraway, la distopica "Shegoton" assunse nello script i tratti parodici di una dittatura "nazifemminista" in cui tutti i sudditi maschi sono soggetti per pressione sociale a quotidiane attività di palestra, diete e manipolazioni genetiche per poter essere il più possibile "oggettificati" secondo i gusti della sovrana.
Kim e Ron vengono catturati da alcuni robot e spediti all'ex-liceo, ora trasformato in un centro di rieducazione gestito da Bonnie la quale illustra in un breve video le istruzioni su come "non pensare" in quanto è l'"essere supremo a pensare per voi". Ron deplora Shego per aver distrutto il Bueno Nacho ma si complimenta per i suoi gusti musicali facendo riferimento alla base musicale del video trasmesso da Bonnie. Tuttavia la sincerità di questo complimento non è sufficiente a convincere Bonnie, la quale identifica Kim e Ron come "combinaguai" secondo lo scanner mentale cibernetico, motivo per cui vengono sottoposti alla terapia elettroconvulsivante per poter essere resi disposti ad accettare le potenza dell'Essere Supremo. Fortunatamente per loro vengono salvati in extremis da Rufus 3000, l'esercito dei Rufus, Jim e Tim, tutti divenuti muscolosi. Successivamente vanno tutti alla sede della resistenza, comandata da uno Wade divenuto anch'esso gigantesco e muscolosissimo. Qui si accordano su un piano per far crollare l'impero di Shego.
Kim guida dunque la spedizione al castello di Shego; durante il percorso incontrano Lord Monkey Fist e Duff Killigan. Entrambi sono stati resi schiavi dalla dittatrice, ma il loro cambiamento fisico è stato di natura diversa: Monkey Fist è stato manipolato geneticamente affinché potesse produrre e addestrare l'esercito di scimmie ninja, mentre Duff Killigan è stato mutilato per poter essere reso un cyborg bionico più efficace nel combattimento con armi a forma di mazza da golf impiantate al posto degli arti, a quest'ultimo inoltre è rimasta concessa la possibilità di indossare la veste scozzese e il colore rosso in aggiunta al verde. Gli alleati si fermano a combatterli per permettere ai soli Ron e Kim di raggiungere la "Große Halle" (sala del trono) dell'Essere Supremo, la quale manda un muscoloso Drakken a combattere contro la ragazza al suo posto. Nonostante gli sforzi vengono tutti sconfitti dalla potenza della dittatrice e dei suoi sottoposti. Drakken sconfigge con facilità Kim grazie alla sua nuova prestanza muscolare, ma sul punto di lasciarla cadere dalla cima del castello viene fermato da Shego che gli ordina di legarla su un dispositivo di tortura. A quel punto Monique fa irruzione nel castello distruggendo il dispositivo ma viene bloccata poco dopo da Drakken, mentre Monkey Fist e Duff Killigan entrano portandosi dietro Wade, Rufus, Jim e Tim bloccati in catene.
Ormai sicura di aver vinto, Shego spiega finalmente come sia riuscita ad arrivare a tale obiettivo: dopo essersi impossessata della Scimmia del Tempo, è tornata indietro fino agli anni '90 e, approfittando del boom economico ha investito sulle giuste aziende multinazionali appena nate diventando ricchissima nei decenni successivi, finanziato un think tank affinché la manipolazione mentale fosse sempre più congrua ai gusti della donna, sabotato la concorrenza, e acquistato l'azienda per la quale lavora la madre di Ron per poterla trasferire in Norvegia affinché l'intera famiglia Stoppable la seguisse; in tal modo ha separato il duo rendendolo meno efficace e si è spianata la strada al trionfo.
A quel punto Ron, infuriato per la Norvegia e per il fast-food, sferra un colpo di rabbia a una delle colonne della "Große Halle" femminile, innescando un effetto domino tra le colonne disposte simmetricamente in cerchio che finiranno per urtare la Scimmia del Tempo facendola cadere e mandandola in frantumi. A quel punto il vortice temporale si apre e tutte le alterazioni temporali vengono annullate.
La struttura del tempo si riavvolge e tutto torna com'era all'inizio dell'episodio: Kim e Ron escono dal liceo, chiacchierando. Un'oscillazione temporale li colpisce; i due percepiscono solo un lieve mal di testa e un senso di inspiegabile avversione nei confronti del cibo norvegese, a loro insaputa, quello è il segnale che ciò che è successo non potrà più ripetersi.

## Cast

### Doppiatori originali
- Christy Carlson Romano: Kim Possible
- Dakota Fanning: Kim bambina
- Will Friedle: Ron Stoppable
- Harrison Fahn: Ron bambino
- Nancy Cartwright: Rufus
- Michael Dorn: Rufus 3000
- Tahj Mowry: Wade
- Michael Clarke Duncan: Wade adulto
- Raven-Symoné: Monique
- Vivica A. Fox: Monique adulta
- Kirsten Storms: Bonnie
- Kelly Ripa: Bonnie adulta
- Nicole Sullivan: Shego / l'Essere Supremo
- John Di Maggio: Dottor Drakken
- Tom Kane: Lord Monkey Fist
- Brian George: Duff Killigan
- Gary Cole: James Timothy Possible
- Jean Smart: Ann Possible
- Shaun Fleming e Spencer Fox: Jim e Tim Possible
- Freddie Prinze Jr.: Jim e Tim adulti

### Doppiatori italiani
- Valentina Mari: Kim Possible
- Marco Vivio: Ron Stoppable
- Tatiana Dessi: Rufus
- Alessandro Rossi: Rufus 3000
- Daniele Raffaeli: Wade
- Mario Bombardieri: Wade adulto
- Gemma Donati: Monique
- Domitilla D'Amico: Bonnie
- Laura Lenghi: Shego / l'Essere Supremo
- Ambrogio Colombo: Dottor Drakken
- Oliviero Dinelli: Lord Monkey Fist
- Claudio Fattoretto: Duff Killigan
- Lucio Saccone: James Timothy Possible
- Antonella Giannini: Ann Possible
- Tatiana Dessi e Maura Cenciarelli: Jim e Tim Possible
- Stefano Crescentini e Simone Crisari: Jim e Tim adulti